# Контурні угруповання моря
Контурні угруповання моря (океану) — угруповання контурних біотопів моря: на аероконтурі — нейстон і плейстон, на літоконтурі — угруповання каменів і скель, на псаммоконтурі — угруповання піску, на пелоконтурі — угруповання мулких ґрунтів. Потамоконтур моря своїх специфічних угруповань не має, проте тут відбувається скупчення представників нейстону і планктону. К.у.м. відрізняються великою видовою різноманітністю, високою чисельністю і біомасою організмів. Вони зазнають найсильніший вплив з боку зовнішніх, в тому числі антропогенних дій і представляють великий інтерес як об'єкт моніторингу морського середовища (Зайцев, 1977).

## Угруповання аероконтуру
Аероконтур — поверхня взаємодії морського середовища і атмосфери, найбільша межа моря. Цей водний шар, що не перевищує 5 см по товщині, характеризується найсприятливішими умовами для життя водних організмів. У нім поглинається до половини усього потоку сонячної радіації, проникаючої в морське середовище. Ультрафіолетові і інфрачервоні промені глибше за його нижньої межі практично відсутні. Тут завжди високі концентрації кисню, живої і неживої органіки. Нежива органіка надходить у воду в результаті життєдіяльності морських організмів, припливу річкових, зливових і талих вод. Її маса істотно перевершує сумарну масу живої органіки (усіх мешканців моря від бактерій до найбільших тварин).
Нежива органіка — готова їжа для більшості бактерій, дріжджів, багатьох дрібних тварин, джерело вітамінів і інших біологічно активних речовин. Найзначніша кількість неживої органіки присутня у водах аероконтуру. Вона виноситься на поверхню бульбашками газу, що утворюються в товщі води (ефект аерліфта). Окрім розчиненої у воді фракції нежива органіка аероконтуру включає також частки органічної суспензії.
Окрім аэрліфта джерелом надходження в аероконтур неживої органіки є випадання з атмосфери. Підраховано, що загальна кількість наземних комах, що знаходяться одночасно на поверхні Чорного моря, досягає 1 млрд екземплярів.
На багатому органікою поживному середовищі аероконтуру розвивається величезна кількість бактерій. Тут їх чисельність більша, ніж в усій товщі вод. Цей конгломерат організмів утворює бактерієнейстон. Багато тут також перідинієвих і діатомових водоростей, що є їжею для первинних консументів — найпростіших і дрібних безхребетних. Особливо багато тут личинок молюсків, черв'яків, крабів і риб. Типовими представниками первинних консументів аероконтуру Чорного моря є також рачки, личинки морського язика.
Аероконтур є своєрідним інкубатором моря. Сюди з глибин моря піднімаються новонароджені личинки, які розвиваються в найсприятливіших умовах. У нічний час в аероконтур піднімаються креветки, бокоплави, поліхети і інші первинні консументи.

## Угруповання літоконтуру
Літоконтур моря представлений підводними скелями, ділянками кам'янистого дна у прибережній зоні, штучними підводними об'єктами, трубопроводами, хвилеломами, підводними основами нафтогазових платформ та ін. Літоконтур моря, у тому числі і його техногенні компоненти, заселений єдиним комплексом прикріплених організмів. Як життєве середовище літоконтур характеризується не лише можливостями прикріплення, але і близькістю до поверхні моря. Сюди в достатніх кількостях проникають поживні речовини і кисень. Тому літоконтур — зона дуже багата життям.
Строго кажучи, літоконтур починається над водною поверхнею (оброслі скелі, що періодично омиваються водою). Його верхня межа, як правило, чітко позначена водоростями, а також тваринами, здатними мешкати вище за рівень води. Це такі первинні консументи як равлик-блюдечко, береговий равлик. Зустрічається тут і такий вторинний консумент як мармуровий краб, що живиться дрібними компонентами біолітоконтуру.
Значно щедріше населення підводних каменів. Одних лише водоростей в Чорному морі мешкає до 270 видів. Серед первинних консументів цієї частини літоконтуру слід згадати двостулкові молюски мідія і устриця.
Дуже численні в літоконтурі Чорного моря морські жолуді представники ряду вусоногих раків, що ведуть прикріплений спосіб життя. До прикріплених компонентів угруповань літконтуру Чорного моря належить також багато видів моховаток,  актиній і губок. Моховатки, як і мідії, є активними фільтраторами морської води і вносять істотний вклад в самоочищення вод прибережної зони моря.
Серед безхребетних консументів, що мешкають в літоконтурі можна виділити креветок і крабів. У Чорному морі мешкає 8 з 11 відомих нині видів креветок і 10 з 15 видів крабів. Креветки і краби живляться переважно рештками тварин і рослин. Це найактивніші споживачі неживих організмів.
До мешканців літоконтуру належить також багато видів чорноморських риб. До них належать бички, рибки-прилипали, скорпени, морські собачки, дуже мальовнича з яскравим забарвленням рибка-трипір, а також губанові риби (зеленушка, окастий губан, плямистий губан, рябчик, риба-ластівка, морський карась, смарида та ін.). Біля скелястих берегів Чорного моря зустрічаються також великі риби — горбиль, а також сарган, або морська щука.

## Угруповання псаммоконтуру
Піщані пляжі і акваторії, що примикають до них, дуже щільно населені морськими мешканцями. Простір між піщинками заповнений морською і прісною водою, яка по капілярах піднімається вище за рівень моря. Від верхньої межі вологого піску і до рівня моря тягнеться область населена найдрібнішим населенням пляжів — т. зв. «самітниками». До них належать бактерії, найпростіші, черв'яки, рачки, комахи, водяні кліщі і багато інших. Завдяки їх діяльності піщана грань моря, незважаючи на постійний приплив органіки, не загниває. Для населення псаммоконтуру значну небезпеку являє забруднення прибережного піску нафтопродуктами, а також глиною, що перекривають доступ кисню в зону мешкання «самітників» і призводять до їх загибелі. Населення таких намитих пісків украй нечисленне, внаслідок чого воно не здатне впоратися з потоком органіки, що призводить до «перездобрення» пляжів і загибелі усіх його мешканців окрім бактерій. Починається замор. Найпоширенішими первинними консументами псаммоконтуру є двостулкові молюски: сердцевидка, венус, тапес, живець та ін. Усі вони ефективні біофільтратори морської води. Іншими безхребетними, що мешкають в псаммоконтурі є черв'яки, рачки-бокоплави, раки-кроти, раки відлюдники.
Серед риб на піщаних ґрунтах Чорного моря мешкають декілька видів піщаних бичків, здатних зариватися в ґрунт, піщанка, ошибень, також молодь камбалових риб — калкана, глоси і морського язика. Усі ці риби не лише маскуються в піску, але і поїдають дрібніших мешканців псаммоконтуру, а також детрит.
До числа консументів-хижаків, що мешкають в прибережних водах над піщаним дном, належать такі небезпечні для людини види риб як морський кіт-хвостокол, морський скорпіон (морський дракон, змійка), морський чорт (вудильник), а також звіздар.

## Угруповання потамоконтуру
Однією важливою в екологічному відношенні контурною областю є межа річкових і морських вод. Поступаючи в море, річкові води не відразу перемішуються, утворюючи так звану стокову фронтальну зону. По один бік подібного фронтального розділу жовтуваті, каламутні і дуже опріснені річкові води, а по інший — синьо-зелені, прозорі, солоні і морські. У потамоконтурі (від старогрецького слова «потамос» — річка) так само як і в раніше розглянутих контурах, відбувається акумуляція органіки, що доставляється річкою і морем.
У потамоконтурі, як правило, спостерігається дуже висока чисельність і різноманітність морських тварин. На відміну від раніше розглянутих контурів потамоконтур не має своїх специфічних консументів, що, ймовірно, викликано його високою просторово-часовою мінливістю і розмитістю. Тут зосереджені рослини і тварини, що входять до складу інших біологічних структур моря.
З морського боку до потамоконтуру тяжіють скупчення таких консументів як риби: хамса, шпрот, ставрида, скумбрія та ін. Тут найчастіше можна зустріти і пожирачів риб — дельфінів, акул-катранів, морських птахів — мартинів, крячків, буревісників. З річкового боку до потамоконтуру тяжіють такі прісноводі риби як чехоня, судак, сазан, осетер, оселедець. Усі перераховані риби, а також морські птахи, за типом живлення належать до класу консументів (причому є вторинними і третинними консументами).

## Ресурси Інтернету
- Сообщества организмов Черного моря